# HP 3000

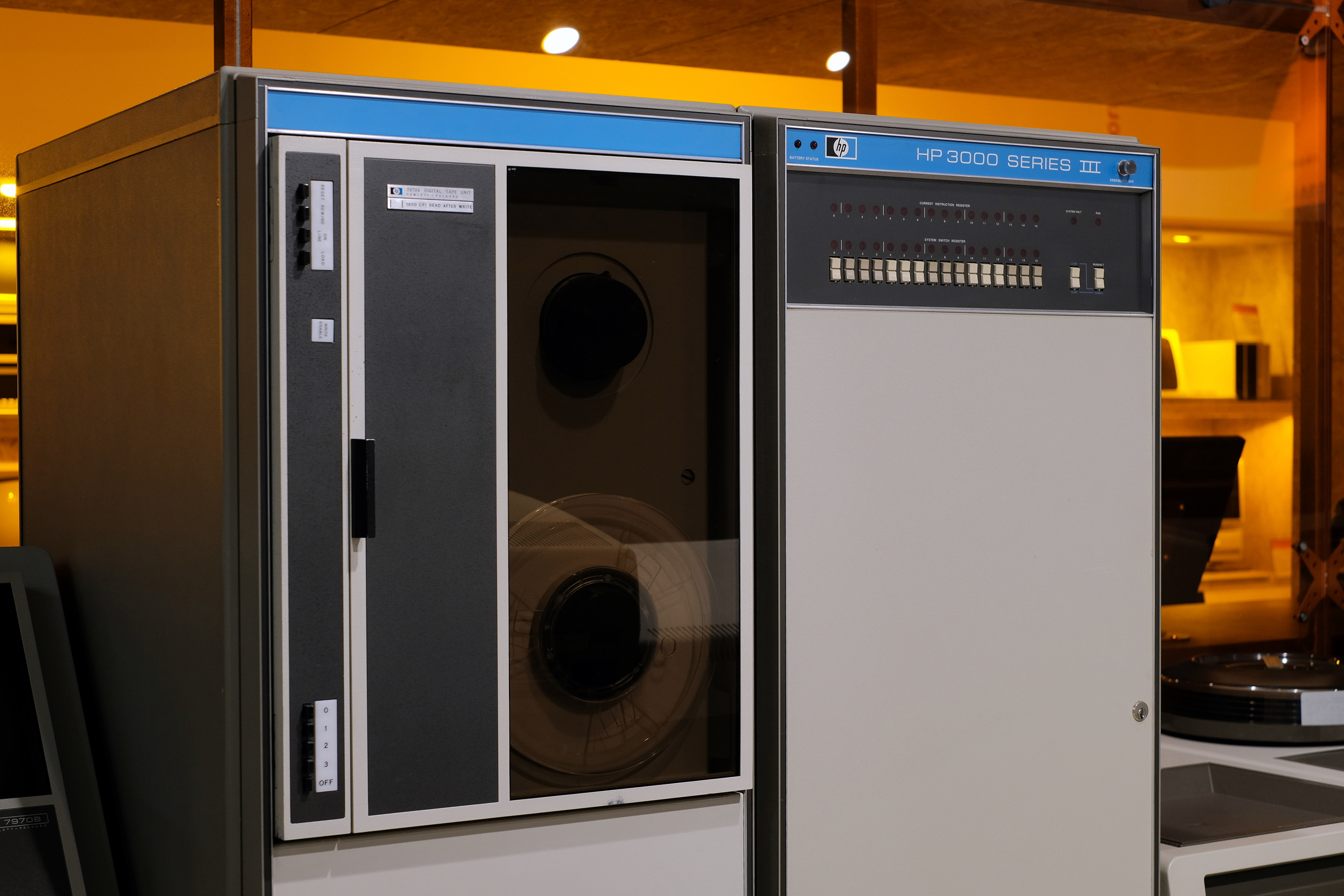
HP 3000 Series III

HP 3000 — семейство миникомпьютеров, разработанных компанией HP . Первый миникомпьютер с параллельной и многопользовательской операционной системой.

## Описание
В 1972 году первые вычислительные машины были основаны на 16-битных процессорах CISC, изготовленных на основе электронных компонентов.
С 1972 по 1993 год система прошла через множество разработок, как с материальной точки зрения, так и с развитием технологий и миниатюризацией электронных компонентов, в том числе для центральной памяти, а также для программного обеспечения и всех периферийных устройств .
Примерно в 1988 году компьютеры с процессором на архитектуре PA-RISC были запущены в массовое производство, что обеспечило поддержку 32-битной адресации памяти. Бинарная совместимость со старыми машинами осталась.
Операционная система серии 3000 называется MPE (MPE / V, MPE / XL, MPE / ix) и включает в себя базу данных под названием «TurboIMAGE».

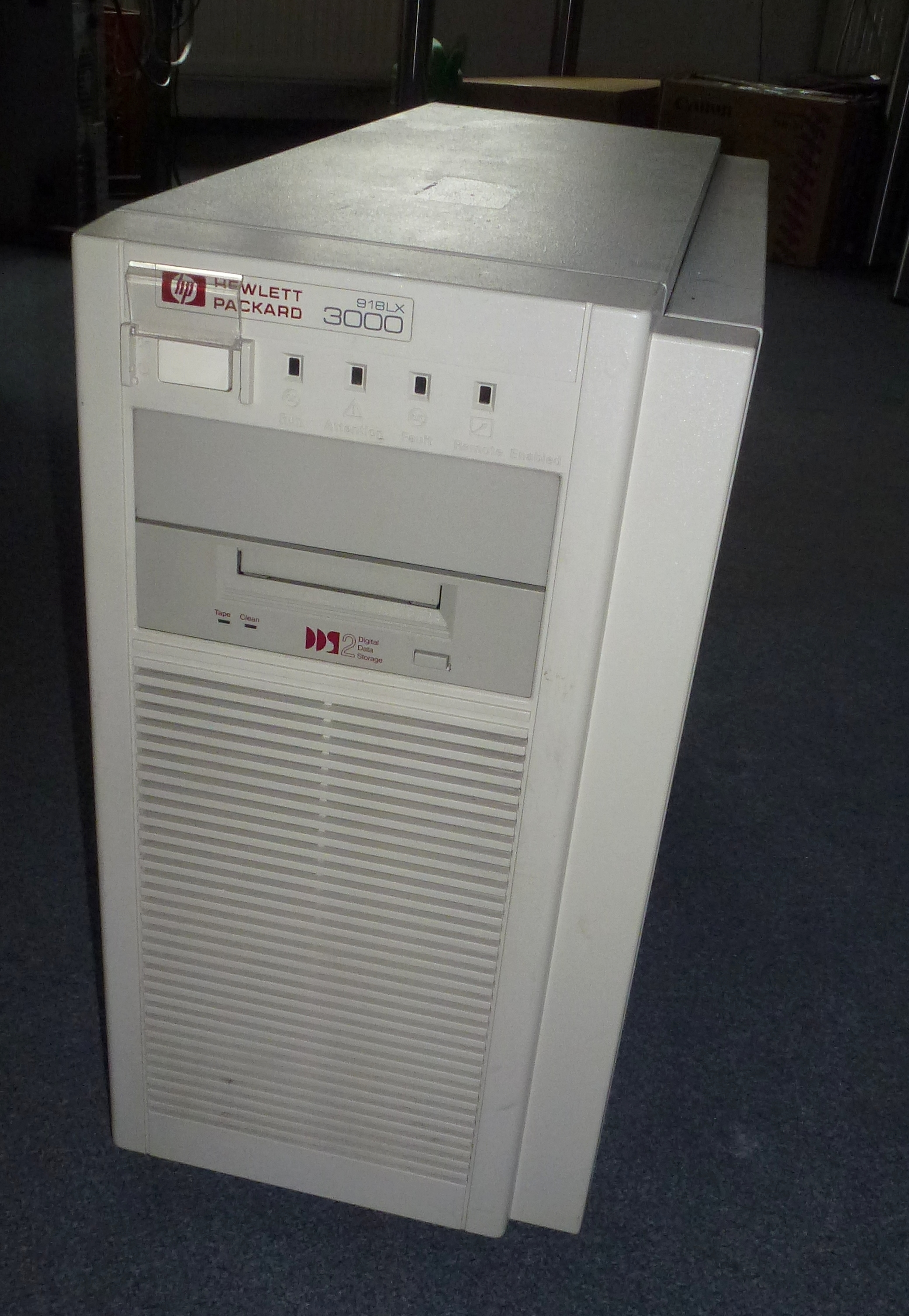
HP 3000 918LX

В 2003 году HP прекратила продажу серии HP-3000. Ограниченная поддержка была продлена до 31 декабря 2010.